# Chiusi Lussignano
Chiusi Lussignano (in croato Ćunski) è un insediamento situato nella parte centrale dell'isola di Lussino, a 8 chilometri dalla città di Lussinpiccolo, e appartenente al comune di Lussinpiccolo. Chiusi si trova sul versante meridionale di una collina con vista sulle coste occidentali del Quarnaro.

## Storia
Nel territorio di Chiusi una volta si trovavano numerose fortezze preistoriche dell’isola, le cosiddette “gradine”. Nei secoli la terra fertile dei dintorni richiamò tanti coloni che vi si stabilirono creando un centro abitato che, con il passare del tempo, si sviluppò e espanse fino a diventare il villaggio odierno.

## Turismo
Grazie all'elevato numero di appartamenti e bed&breakfast negli ultimi anni si può osservare una grande quantità di turisti, soprattutto Italiani, Tedeschi e Serbi. Per presentare e promuovere il patrimonio autoctono locale, è stato ristrutturato e riaperto al pubblico l'antico torchio (torać in dialetto) del 1897. Il torać è l'unico frantoio per le olive rimasto sull'isola.Con una camminata di dieci minuti si arriva facilmente alla baietta di Zaosiri, molto frequentata dagli autoctoni e dai turisti. È inoltre presente un molo in pietra per l'attracco di piccoli natanti.

## Galleria di Immagini

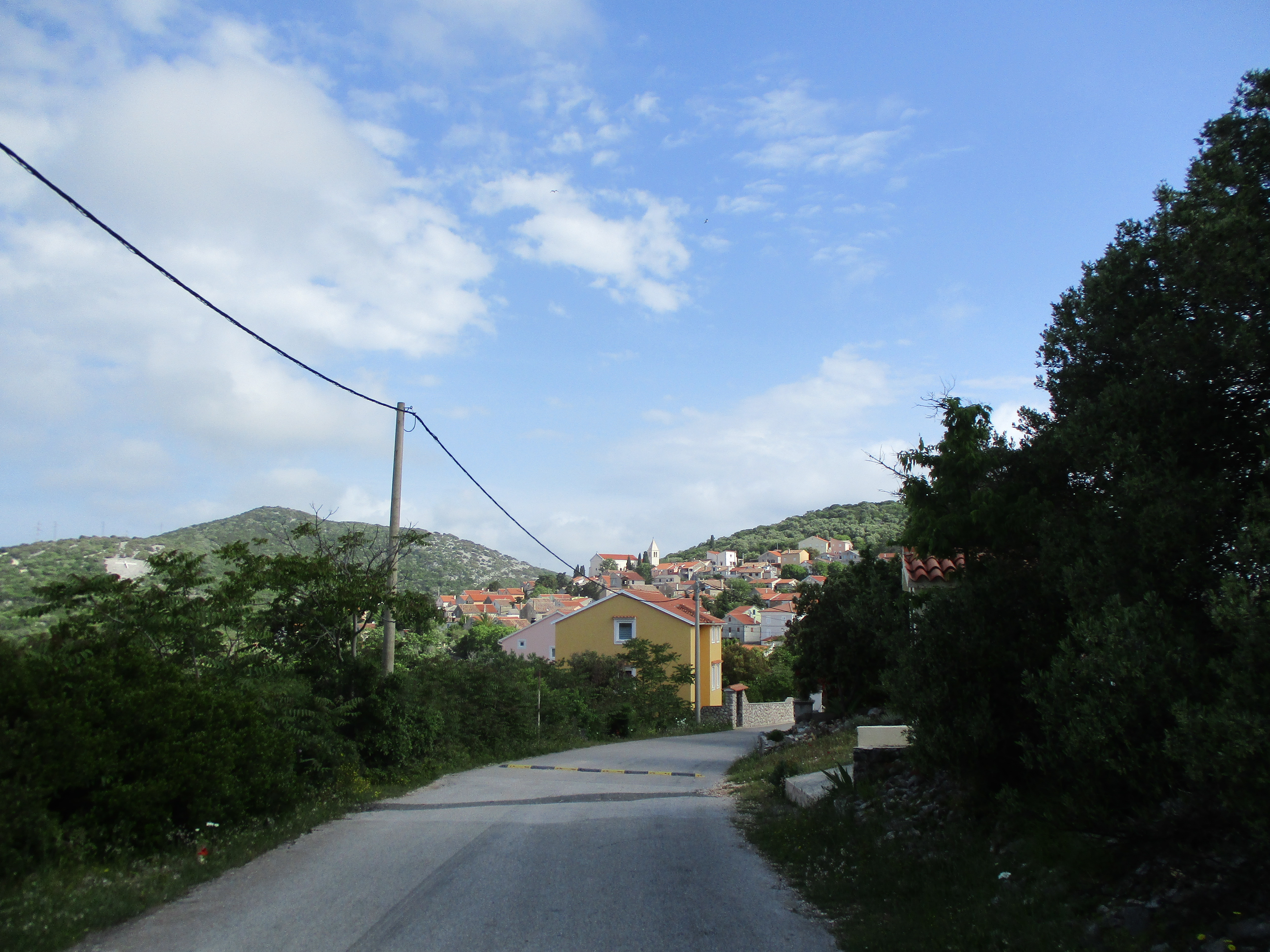
Chiusi

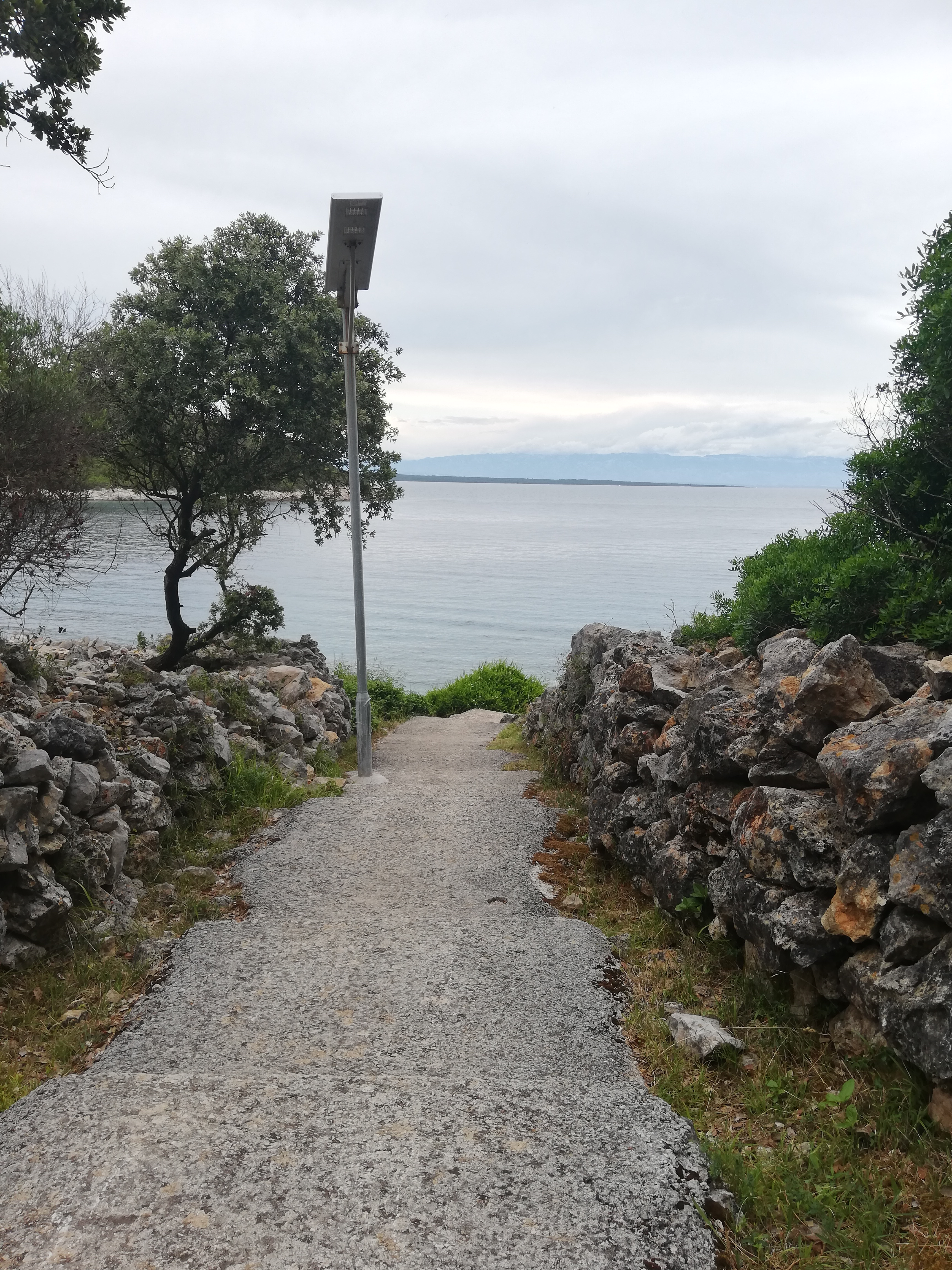
La via per la spiaggia di Zaosiri